# Ziekte van Dupuytren
De ziekte van Dupuytren of fibromatosis facialis palmaris is een aandoening waarbij zich een harde streng bindweefsel in de handpalm in de  aponeurosis palmaris van de ringvinger, middelvinger of pink vormt.

## Geschiedenis
De aandoening werd in 1831 door baron Guillaume Dupuytren beschreven. Hoewel hij niet de eerste was die deze aandoening beschreef, was hij wel de eerste die de contractuur in de aponeurosis palmaris lokaliseerde. Tot op heden is de oorzaak van de aandoening onbekend. De ziekte zou mogelijk al bij de Kelten voorkomen, vandaar dat ook wel gesproken wordt over de "Keltische klauw". In de volksmond wordt deze aandoening ook wel koetsiershanden genoemd.

## Verspreiding
De ziekte van Dupuytren komt vooral voor bij Noordwest-Europese, en vrijwel niet bij Afrikaanse volkeren. Daarom wordt vaak verondersteld dat er een genetische voorbestemdheid is voor de ziekte. De ziekte wordt ook wel de Vikingziekte genoemd, omdat de geografische verspreiding ervan over Europa en Groot-Brittannië overeenkomt met de Vikingtrektochten. In 2008 werd een groot genetisch onderzoek uitgevoerd naar de ziekte van Dupuytren.

## Verloop
De aandoening begint met een knobbeltje in de handpalm. Soms ontstaat de streng binnen enkele maanden, soms kan het ook jarenlang duren voor de ziekte verergert. Deze streng trekt de betreffende vinger krom, op den duur kunnen vingers niet meer bewegen. Meestal ontstaat de ziekte bij de ringvinger of pink (of allebei), maar ze kan bij alle vijf de vingers voorkomen (of een combinatie daarvan).
Vergelijkbare aandoeningen kunnen ook voorkomen op andere lichaamsdelen, zoals de voetzool in de aponeurosis plantaris (ziekte van Ledderhose), of op de penisschacht (ziekte van Peyronie).
De ziekte treedt meestal op na het 40e levensjaar. Mannen krijgen Dupuytren vaker dan vrouwen. Vaak komt de aandoening aan beide handen tegelijkertijd (bilateraal) voor. Een agressievere vorm (en met hogere kans op terugkeer en/of uitbreiding) wordt geassocieerd met aanvang op jonge leeftijd, positieve familiehistorie, bilaterale (handen) en ectopische aandoening (zoals ziekte van Ledderhose of Peyronie). De ziekte wordt ook geassocieerd met epilepsie, diabetes, zware arbeid, overmatig alcoholgebruik, roken en verhoogd cholesterol.

## Behandeling

### Chirurgisch
De ziekte van Dupuytren kan operatief behandeld worden. Een operatieve behandeling is niet gericht op het wegnemen van de ziekte maar op het herstellen van de handfunctie. Een vaak gebruikt criterium is of de patiënt zijn of haar hand vlak op de tafel kan leggen. Een veel toegepaste operatie is de fasciëctomie. Hierbij wordt de huid opengemaakt en wordt het aangetaste weefsel (fascie) plus een kleine marge weggenomen. 

### Niet-chirurgisch
Er zijn ook minder invasieve niet-chirurgische behandelingen. Zo werd in de jaren tachtig de "aponévrotomie à l'aiguille" (naald-aponeurotomie) ontwikkeld door verscheidene reumatologen van l'Hôpital Lariboisière (Parijs) onder impuls van dr. J.L. Lermusiaux. Dankzij een gerichte perforatie met een fijne naald op enkele selectief uitgekozen plaatsen, kan de kromme vinger van de ziekte van Dupuytren eenvoudigweg recht(er) gezet worden. In België wordt deze ingreep sinds 1990 poliklinisch uitgevoerd in diverse ziekenhuizen. In Nederland wordt in diverse ziekenhuizen onderzoek verricht naar varianten van deze methode.
Een andere, vrij nieuwe behandeltechniek is injectie van het enzym collagenase in de streng (niet in de knobbels). Dit verbreekt de collageenvezel. Na 24 tot 72  uur kan de arts de streng breken door de vinger te strekken. Bij deze techniek komt de kromstand gemiddeld sneller terug dan bij chirurgie. In Nederland wordt deze methode vooralsnog niet vergoed, omdat ze geen betere uitkomst geeft vergeleken met de al bestaande therapieën.

## Prognose
De revalidatie na fasciectomie kan lang duren, zeker bij mensen met arbeid waarbij zwaar werk met de handen wordt verricht. Bij de minimaal invasieve technieken is deze revalidatie flink korter. Vaak echter komt de ziekte terug, soms na enkele maanden al, soms pas na tientallen jaren. Als er verscheidene keren geopereerd moet worden, neemt de kans op zenuwbeschadigingen toe.